# Castanopsis longzhouica
Castanopsis longzhouica là một loài thực vật có hoa trong họ Fagaceae. Loài này được C.C.Huang & Y.T.Chang mô tả khoa học đầu tiên năm 1985.